# Philadelphia Warriors 1956-1957
La stagione 1956-57 dei Philadelphia Warriors fu l'11ª nella NBA per la franchigia.
I Philadelphia Warriors arrivarono terzi nella Eastern Division con un record di 37-35. Nei play-off persero la semifinale di division con i Syracuse Nationals (2-0).

## Risultati
| Squadra               | V  | P  | %    | GB |
| --------------------- | -- | -- | ---- | -- |
| Boston Celtics        | 44 | 28 | 61,1 | -  |
| Syracuse Nationals    | 38 | 34 | 52,8 | 6  |
| Philadelphia Warriors | 37 | 35 | 51,4 | 7  |
| New York Knicks       | 36 | 36 | 50,0 | 8  |

## Roster
| N°   | Naz.                   | Ruolo | Sportivo       | Anno | Alt. | Peso \|\| |
| ---- | ---------------------- | ----- | -------------- | ---- | ---- | --------- |
| 5    | Stati Uniti (bandiera) | G     | George Dempsey | 1929 | 188  | 86        |
| 6    | Stati Uniti (bandiera) | C     | Neil Johnston  | 1929 | 203  | 95        |
| 7    | Stati Uniti (bandiera) | GA    | Ernie Beck     | 1931 | 193  | 86        |
| 9    | Stati Uniti (bandiera) | AC    | Joe Graboski   | 1930 | 201  | 88        |
| 11   | Stati Uniti (bandiera) | GA    | Paul Arizin    | 1928 | 193  | 86        |
| 12   | Stati Uniti (bandiera) | AC    | Walt Davis     | 1931 | 203  | 93        |
| 14   | Stati Uniti (bandiera) | AC    | Lew Hitch      | 1929 | 203  | 100       |
| 14-4 | Stati Uniti (bandiera) | A     | Jackie Moore   | 1932 | 196  | 82        |
| 16   | Stati Uniti (bandiera) | G     | Hal Lear       | 1935 | 183  | 74        |
| 17   | Stati Uniti (bandiera) | G     | Jack George    | 1928 | 188  | 86        |
| 18   | Stati Uniti (bandiera) | G     | Larry Costello | 1931 | 185  | 84        |
| 19   | Stati Uniti (bandiera) | AC    | Bob Armstrong  | 1933 | 203  | 100       |

## Staff tecnico
- Allenatore: George Senesky